# خاش (نیمروز)
خاش (به لاتین: Khash) یک منطقهٔ مسکونی در افغانستان است که در ولسوالی خاش‌رود واقع شده‌است. خاش ۵۵۳ متر بالاتر از سطح دریا واقع شده‌است.
مردم خاش سیستانی تبار و به زبان سیستانی صحبت میکنند پیرو دین اسلام و مذهب شیعه هستند بومیان خاش حدود پنجاه سال پیش به ایران مهاجرت کردند و اصالت آداب رسوم خود را در ایران حفظ کردند.